# Zaricine, Hust
Zaricine (în ucraineană Зарічне) este un sat în orașul regional Hust din regiunea Transcarpatia, Ucraina.

## Demografie
Componența lingvistică a localității Zaricine
     Ucraineană (97,4%)
     Rusă (2,08%)
     Alte limbi (0,52%)
Conform recensământului din 2001, majoritatea populației localității Zaricine era vorbitoare de ucraineană (97,4%), existând în minoritate și vorbitori de rusă (2,08%).